# Johann Leusden

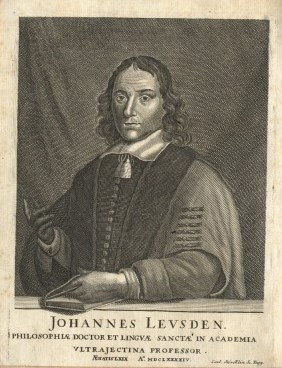
Johannes Leusden

Johann(es) Leusden, född 26 april 1624 i Utrecht, död där 30 september 1699, var en nederländsk orientalist och teolog. 
Leusden blev 1651 ordinarie professor vid universitetet i Utrecht och kom att utöva stort inflytande på sin samtids vetenskapliga forskning, ej minst på den svenska; bland de många svenskar, som kom i kontakt med Leusden, kan nämnas Samuel Pontin, son till biskop Magnus Johannis Pontin och professorn, sedermera biskopen Laurentius Norrmannus, vidare Erik Benzelius den yngre och Casten Rönnows son Magnus. Leusdens förnämsta arbete är Biblia hebraica (grundläggande upplaga 1660).